# Macbridea
Macbridea là một chi thực vật có hoa trong họ Hoa môi (Lamiaceae). Chúng được mô tả lần đầu vào năm 1818. Các loài Macbridea thường xuất hiện ở vùng Đông Nam Hoa Kỳ.

## Loài
Chi Macbridea gồm các loài:
- Macbridea alba Chapm. - Florida
- Macbridea caroliniana (Walter) S.F.Blake - Alabama, Georgia, Florida, North + South Carolina